# Dupla Verde e Amarelo
Dupla Verde e Amarelo foi um duo vocal brasileiro formado em 1935, no Rio de Janeiro, composto pelos músicos Wilson Batista e Erasmo Silva.
Wilson Batista (Wilson Batista de Oliveira) nasceu em Campos dos Goytacazes, Rio de Janeiro, a 3 de julho de 1913 e faleceu no Rio de Janeiro, Rio de Janeiro, a 7 de julho de 1968.
Erasmo Silva nasceu em Salvador, Bahia, a 7 de outubro de 1911 e faleceu no Rio de Janeiro, Rio de Janeiro, a 10 de janeiro de 1985.